# 羽田盃
羽田盃（はねだはい）は特別区競馬組合が大井競馬場ダート1800mで施行する地方競馬の重賞競走（ダートグレード競走、JpnI）である。正式名称は、「農林水産大臣賞典 羽田盃」。

現競走名は大東亜戦争（太平洋戦争・第二次世界大戦）以前に東京府荏原郡羽田町（現・東京都大田区）にあった地方競馬の羽田競馬場に由来する。
2023年までは南関東公営競馬の3歳クラシック三冠の第1冠として行われていた。2023年時点での南関東グレードはSI。

## 概要
本競走創設当初は大井競馬場に由来する大井盃という名称であったが、1964年より現名称となった。
2024年より中央地方交流3歳ダート三冠競走のひとつとなり、JpnIに格付された。また優勝賞金も5000万円となり、出走資格も中央・地方所属を問わず3歳牡馬・牝馬限定となる（騸馬が出走できなくなる）。また、本競走で5着以内の中央所属馬上位3頭及び地方所属馬の上位3頭に東京ダービーへの優先出走権が付与される。なお、初年度である2024年においては、フルゲート16頭に対してJRA4頭、地方12頭の割り当てとして施行される。

### 条件・賞金等（2025年）
出走資格
サラブレッド系3歳牡・牝（騸馬不可）、地方・中央選定馬。中央所属馬の出走枠は4頭。
- 以下の競走で本競走の優先出走権が得られる

| 競走名               | 格付   | 施行競馬場 | 施行距離    | 優先出走権獲得条件                                |
| -------------------- | ------ | ---------- | ----------- | ------------------------------------------------- |
| ブルーバードカップ   | JpnIII | 船橋競馬場 | ダート1800m | 地方所属馬の1着馬                                 |
| 雲取賞               | JpnIII | 大井競馬場 | ダート1800m | 中央所属馬は5着以内の上位2頭、地方所属馬は上位2頭 |
| スターバーストカップ | 準重賞 | 大井競馬場 | ダート2000m | 1着馬                                             |
| 京浜盃               | JpnII  | 大井競馬場 | ダート1700m | 中央所属馬は5着以内の上位2頭、地方所属馬は上位2頭 |

以下の競走については優先出走権ではないが、出走馬選定においてその成績が重視される。
| 競走名               | 格付     | 施行競馬場 | 施行距離    | 条件  |
| -------------------- | -------- | ---------- | ----------- | ----- |
| クラシックチャレンジ | 特別競走 | 大井競馬場 | ダート1800m | 1着馬 |

負担重量
定量。57kg、牝馬55kg（南半球産2kg減）。
賞金額
1着5000万円、2着1750万円、3着1000万円、4着500万円、5着250万円、着外手当25万円。
優先出走権付与
地方所属の上位3頭と中央所属で5着内のうちの上位3頭に東京ダービーの優先出走権が付与される。
副賞
農林水産大臣賞、特別区競馬組合管理者賞、日本中央競馬会理事長賞、日本馬主協会連合会長奨励賞、日本地方競馬馬主振興協会会長賞、地方競馬全国協会理事長賞、東京都馬主会理事長賞、（一社）JBC協会賞、NAR生産牧場賞

### スタリオンシリーズ
2024年よりスタリオンシリーズに指定され、優勝馬の馬主に種付け権が贈られる。各年の対象種牡馬は以下に通り。
- 2024年 - リアルスティール
- 2025年 - ゴールドドリーム

## 歴史

### 年表
- 1956年 - 4歳の競走馬による重賞競走「大井盃」の名称で創設、大井競馬場・ダート1800mで第1回が施行された。
- 1964年 - 名称を「羽田盃」に変更。
- 1967年 - 施行距離をダート2000mに変更。
- 1975年 - 1着賞金が1800万円に増額。
- 1976年 - 1着賞金が2100万円に増額。
- 1980年 - 1着賞金が2300万円に増額。
- 1984年 - 1着賞金が2000万円に減額。
- 1985年 - 1着賞金が1800万円に減額。
- 1988年 - 1着賞金が2000万円に増額。
- 1989年 - 1着賞金が2500万円に増額。
- 1990年 - 1着賞金が3200万円に増額。
- 1991年 - 1着賞金が3800万円に増額。
- 1992年 - 1着賞金が4500万円に増額。
- 1994年 - 1着賞金が4000万円に減額。
- 1995年 - 南関東地区のグレード制施行により、G1に格付け。
- 1996年
  - 施行距離をダート1800mに変更。
  - ファンファーレを「神聖なる優者達へ」に変更。
- 1997年
  - 1着賞金が4100万円に増額。
  - 売得金額が7億2564万1100円を記録し、同競走の1レース売上レコードを更新。
- 1999年
  - 施行距離をダート1600mに変更。
  - 1着賞金が4000万円に減額。
- 2001年 - 馬齢表記を国際基準へ変更したのに伴い、競走条件を「4歳」から「3歳」に変更。
- 2002年 - 施行距離をダート1790mに変更。
- 2004年
  - 施行距離をダート1800mに変更。
  - ファンファーレを「優駿の名のもとに」に変更。
- 2007年 - 日本のパートI国昇格に伴い、格付表記をSIに変更。
- 2011年 - 1着賞金が3500万円に減額。
- 2012年 - ファンファーレを「準重賞・重賞」に変更。
- 2018年 - 売得金額が4億9331万3700円を記録。当日の入場者数は6696人を記録した。
- 2019年 - 売得金額が5億7978万4600円を記録。当日の入場者数は6877人を記録した。
- 2020年
  - 新型コロナウイルス感染拡大防止のため無観客開催。
  - 売得金額が7億6347万4500円を記録し、同競走の1レース売上レコードを更新。
- 2021年 - 売得金額が8億9772万8800円を記録し、同競走の1レース売上レコードを更新。当日の入場者数は2057人を記録した。
- 2023年 - 売得金額が9億4369万3600円を記録し、同競走の1レース売上レコードを更新。当日の入場者数は4648人を記録した。
- 2024年
  - 競走名が「農林水産大臣賞典 羽田盃」となる。
  - 3歳ダートグレード競走の再整備によりダートグレード競走とし、JpnIに格付け。
  - 競走条件を「3歳牡馬・牝馬」に変更。
  - 負担重量を56kg（牝馬54kg）から57kg（牝馬55kg）に変更。
  - 1着賞金が5000万円に増額。
  - スタリオンシリーズに指定される。
  - 出走頭数は中央馬4頭、地方馬4頭の8頭立て。これは1973年に並ぶ最少頭数となる。
  - ファンファーレを「ダートグレード競走」に変更。
  - 売得金額が13億7056万4200円を記録し、同競走の1レース売上レコードを更新。当日の入場者数は5947人を記録した。
- 2025年
  - 大井競馬場開場75周年を記念して、ファンファーレを2011年までJpnI競走で使用されていた「喝采の風舞台」を採用。
  - 売得金額が21億5503万9600円を記録し、同競走の1レース売上レコードを更新。当日の入場者数は13599人を記録した。

## 歴代優勝馬
| 回数   | 施行日        | 優勝馬             | 性齢 | 所属 | タイム   | 優勝騎手   | 管理調教師   | 馬主                                 |
| ------ | ------------- | ------------------ | ---- | ---- | -------- | ---------- | ------------ | ------------------------------------ |
| 第1回  | 1956年4月18日 | オートネ           | 牡3  | 大井 | 1:56 4/5 | 栗田武     | 栗田金吾     | 井門昭二                             |
| 第2回  | 1957年4月1日  | ハツユキ           | 牡3  | 大井 | 1:57 0/5 | 永井繁     | 栗田金吾     | 大久保常吉                           |
| 第3回  | 1958年4月23日 | ダイニコトブキ     | 牡3  | 船橋 | 1:57 0/5 | 須田茂     | 出川己代造   | 出川日出                             |
| 第4回  | 1959年4月10日 | ハルセキト         | 牡3  | 大井 | 1:57 1/5 | 武智一夫   | 野沢勝敏     | 新見つぎの                           |
| 第5回  | 1960年4月1日  | ダイサンコトブキ   | 牡3  | 船橋 | 1:58.2   | 矢熊寿     | 出川己代造   | 出川日出                             |
| 第6回  | 1961年4月5日  | ヤグチホープ       | 牡3  | 大井 | 1:58.2   | 矢熊寿     | 矢熊寿       | 近藤丈一                             |
| 第7回  | 1962年4月10日 | ボールドプライド   | 牡3  | 大井 | 1:56.9   | 荒山徳一   | 福島酉次     | 丸山栄之助                           |
| 第8回  | 1963年4月11日 | コクユウ           | 牡3  | 大井 | 1:55.1   | 宮下哲朗   | 伊藤正美     | 大杉精一                             |
| 第9回  | 1964年4月16日 | コトブキノニ       | 牡3  | 船橋 | 1:54.0   | 溝辺正     | 出川己代造   | 出川日出                             |
| 第10回 | 1965年4月27日 | マサホウ           | 牡3  | 川崎 | 1:53.8   | 宮下紀英   | 井上宥蔵     | 山上光子                             |
| 第11回 | 1966年5月12日 | イチシデン         | 牡3  | 浦和 | 1:55.1   | 赤間清松   | 野口周三     | 佐藤シズヱ                           |
| 第12回 | 1967年5月1日  | ヒカルタカイ       | 牡3  | 大井 | 2:07.3   | 竹山隆     | 鏑木文一郎   | 高井正子                             |
| 第13回 | 1968年5月2日  | チヤイナーキヤツプ | 牡3  | 船橋 | 2:06.5   | 赤間清松   | 出川己代造   | 出川日出                             |
| 第14回 | 1969年5月13日 | ヤマノタイヨウ     | 牡3  | 大井 | 2:07.7   | 田畑勝男   | 田村勝男     | 山口米吉                             |
| 第15回 | 1970年5月15日 | ダイニヘルスオー   | 牡3  | 大井 | 2:09.7   | 出藤篤     | 山下春茂     | 東京都競馬（株）                     |
| 第16回 | 1971年5月27日 | フジプリンス       | 牡3  | 船橋 | 2:07.3   | 溝辺正     | 出川己代造   | 出川日出                             |
| 第17回 | 1972年5月16日 | トキワタイヨウ     | 牡3  | 大井 | 2:05.8   | 赤間清松   | 竹内美喜男   | 小宮喜美子                           |
| 第18回 | 1973年5月7日  | ヨウコウザン       | 牡3  | 大井 | 2:06.1   | 岡部正道   | 岡部猛       | 岡部公                               |
| 第19回 | 1974年5月20日 | ミツルコトブキ     | 牡3  | 船橋 | 2:06.4   | 渥美忠男   | 出川己代造   | フジホース（株）                     |
| 第20回 | 1975年5月23日 | ゴールデンリボー   | 牡3  | 大井 | 2:07.1   | 赤間清松   | 竹内美喜男   | 滝沢チイ                             |
| 第21回 | 1976年5月10日 | ダイハードコトブキ | 牡3  | 船橋 | 2:05.6   | 桑島孝春   | 出川己代造   | フジホース（株）                     |
| 第22回 | 1977年5月9日  | タケノオーカン     | 牡3  | 船橋 | 2:04.6   | 佐々木竹見 | 安藤栄作     | 竹下繁實                             |
| 第23回 | 1978年5月15日 | ハツシバオー       | 牡3  | 大井 | 2:05.5   | 宮浦正行   | 大山末治     | 佐久間有寿                           |
| 第24回 | 1979年5月14日 | ソウルシヤトー     | 牡3  | 大井 | 2:06.5   | 赤間清松   | 竹内美喜男   | （有）兼正商事                       |
| 第25回 | 1980年5月14日 | タカフジミノル     | 牡3  | 大井 | 2:04.4   | 赤間清松   | 斉藤義行     | （株）高藤                           |
| 第26回 | 1981年5月14日 | コーナンルビー     | 牡3  | 大井 | 2:05.3   | 堀千亜樹   | 遠間波満行   | 越路玄太                             |
| 第27回 | 1982年5月6日  | ホスピタリテイ     | 牡3  | 大井 | 2:05.4   | 西川栄二   | 朝倉文四郎   | 渡辺泰子                             |
| 第28回 | 1983年5月4日  | サンオーイ         | 牡3  | 大井 | 2:06.1   | 赤間清松   | 秋谷元次     | 酒巻仁五郎                           |
| 第29回 | 1984年5月1日  | キングハイセイコー | 牡3  | 浦和 | 2:06.9   | 高橋三郎   | 横山栄次郎   | 井上丑松                             |
| 第30回 | 1985年5月14日 | マルゼンアデイアル | 牡3  | 大井 | 2:06.6   | 的場文男   | 岡部猛       | 早坂太吉                             |
| 第31回 | 1986年5月13日 | ハナキオー         | 牡3  | 大井 | 2:06.9   | 堀千亜樹   | 武森辰己     | 笠井忠一                             |
| 第32回 | 1987年5月6日  | シナノデービス     | 牡3  | 大井 | 2:10.1   | 的場文男   | 松浦備       | 品田良實                             |
| 第33回 | 1988年5月17日 | リユウコウキング   | 牡3  | 船橋 | 2:11.0   | 佐藤隆     | 森誉         | 池田徳七                             |
| 第34回 | 1989年5月10日 | ロジータ           | 牝3  | 川崎 | 2:10.2   | 野崎武司   | 福島幸三郎   | 加藤富保                             |
| 第35回 | 1990年5月17日 | アウトランセイコー | 牡3  | 浦和 | 2:09.5   | 高橋三郎   | 広瀬龍夫     | 山口克己                             |
| 第36回 | 1991年5月5日  | アーバントップ     | 牡3  | 浦和 | 2:06.7   | 田部和廣   | 及川六郎     | 足立康則                             |
| 第37回 | 1992年5月13日 | カシワズプリンセス | 牝3  | 川崎 | 2:07.9   | 高橋三郎   | 高橋正豪     | 柏木善治郎                           |
| 第38回 | 1993年5月12日 | ブルーファミリー   | 牡3  | 大井 | 2:05.7   | 的場文男   | 栗田繁       | 森杉茂                               |
| 第39回 | 1994年5月17日 | スペクタクル       | 牡3  | 船橋 | 2:07.5   | 張田京     | 濱月睦生     | 北條傳三                             |
| 第40回 | 1995年5月4日  | ヒカリルーファス   | 牡3  | 浦和 | 2:06.3   | 佐々木竹見 | 牛房榮吉     | 原口常雄                             |
| 第41回 | 1996年5月14日 | ナイキジャガー     | 牡3  | 大井 | 1:54.2   | 的場文男   | 長沼正義     | 小野誠治                             |
| 第42回 | 1997年4月29日 | キャニオンロマン   | 牡3  | 大井 | 1:52.4   | 吉井竜一   | 飯野貞次     | 谷川弘一郎                           |
| 第43回 | 1998年5月13日 | ゴールドヘッド     | 牡3  | 大井 | 1:54.9   | 的場文男   | 蛯名末五郎   | 中田和宏                             |
| 第44回 | 1999年4月13日 | オリオンザサンクス | 牡3  | 大井 | 1:41.3   | 早田秀治   | 赤間清松     | 日浦桂子                             |
| 第45回 | 2000年4月11日 | イエローパワー     | 牡3  | 大井 | 1:42.0   | 石崎隆之   | 高橋三郎     | 大志総合企画（株）                   |
| 第46回 | 2001年4月16日 | トーシンブリザード | 牡3  | 船橋 | 1:38.5   | 石崎隆之   | 佐藤賢二     | 稲垣博信                             |
| 第47回 | 2002年4月25日 | プリンシパルリバー | 牡3  | 大井 | 1:54.1   | 石崎隆之   | 栗田裕光     | 吉田照哉                             |
| 第48回 | 2003年5月14日 | ナイキアディライト | 牡3  | 船橋 | 1:52.3   | 石崎隆之   | 出川龍一     | 小野スミ                             |
| 第49回 | 2004年4月21日 | トキノコジロー     | 牡3  | 川崎 | 1:53.5   | 山田信大   | 長谷川蓮太郎 | 田中久續                             |
| 第50回 | 2005年5月11日 | シーチャリオット   | 牡3  | 船橋 | 1:53.5   | 内田博幸   | 川島正行     | ダーレー・ジャパン・レーシング（有） |
| 第51回 | 2006年5月10日 | サンキューウィン   | 騸3  | 船橋 | 1:53.1   | 左海誠二   | 岡林光浩     | 井高義光                             |
| 第52回 | 2007年5月9日  | トップサバトン     | 牡3  | 船橋 | 1:51.1   | 石崎駿     | 柿本政男     | 木谷ツヤ                             |
| 第53回 | 2008年4月23日 | ニックバニヤン     | 牡3  | 大井 | 1:52.8   | 的場文男   | 佐々木洋一   | 津村靖志                             |
| 第54回 | 2009年4月22日 | ナイキハイグレード | 牡3  | 船橋 | 1:54.9   | 戸崎圭太   | 川島正行     | 小野誠治                             |
| 第55回 | 2010年4月21日 | シーズザゴールド   | 牡3  | 大井 | 1:53.7   | 内田博幸   | 荒山勝徳     | 大典牧場（有）                       |
| 第56回 | 2011年5月11日 | クラーベセクレタ   | 牝3  | 船橋 | 1:52.1   | 戸崎圭太   | 川島正行     | （有）サンデーレーシング             |
| 第57回 | 2012年5月9日  | アートサハラ       | 牡3  | 大井 | 1:52.9   | 今野忠成   | 荒山勝徳     | 大典牧場（有）                       |
| 第58回 | 2013年4月24日 | アウトジェネラル   | 牡3  | 船橋 | 1:52.8   | 御神本訓史 | 川島正行     | （有）サンデーレーシング             |
| 第59回 | 2014年4月23日 | ハッピースプリント | 牡3  | 大井 | 1:52.6   | 吉原寛人   | 森下淳平     | （有）辻牧場                         |
| 第60回 | 2015年4月22日 | ストゥディウム     | 牡3  | 船橋 | 1:54.6   | 石崎駿     | 矢野義幸     | （株）Nicks                          |
| 第61回 | 2016年4月20日 | タービランス       | 牡3  | 浦和 | 1:55.5   | 森泰斗     | 水野貴史     | 泉俊二                               |
| 第62回 | 2017年5月10日 | キャプテンキング   | 牡3  | 大井 | 1:54.4   | 矢野貴之   | 的場直之     | 平本敏夫                             |
| 第63回 | 2018年5月9日  | ヤマノファイト     | 牡3  | 船橋 | 1:53.7   | 本橋孝太   | 矢野義幸     | 山口明彦                             |
| 第64回 | 2019年4月24日 | ミューチャリー     | 牡3  | 船橋 | 1:53.5   | 御神本訓史 | 矢野義幸     | 石瀬丈太郎                           |
| 第65回 | 2020年4月29日 | ゴールドホイヤー   | 牡3  | 川崎 | 1:53:3   | 山崎誠士   | 岩本洋       | 岡田初江                             |
| 第66回 | 2021年4月29日 | トランセンデンス   | 牡3  | 浦和 | 1:51.5   | 森泰斗     | 小久保智     | 徳原英修                             |
| 第67回 | 2022年5月12日 | ミヤギザオウ       | 牡3  | 大井 | 1:52.4   | 真島大輔   | 森下淳平     | 鈴木雅俊                             |
| 第68回 | 2023年5月10日 | ミックファイア     | 牡3  | 大井 | 1:50.9   | 御神本訓史 | 渡邉和雄     | 星加浩一                             |
| 第69回 | 2024年4月24日 | アマンテビアンコ   | 牡3  | JRA  | 1:53.9   | 川田将雅   | 宮田敬介     | （有）シルクレーシング               |
| 第70回 | 2025年4月29日 | ナチュラルライズ   | 牡3  | JRA  | 1:52.1   | 横山武史   | 伊藤圭三     | 吉岡寛行                             |

- 距離：第12〜40回 2000m、第44〜46回 1600m、第47、48回 1790m、第49回〜 1800m
- 条件：第6〜8回 3歳牡馬限定、第69回〜 3歳牡馬・牝馬限定
- タイム：第1〜4回 1/5秒表示、第5回〜 1/10秒表示
- 出典：南関東4競馬場公式「羽田盃競走優勝馬」